# Olympische Sommerspiele 2016/Teilnehmer (Tunesien)
| Gelbes Symbol für Goldmedaillen mit stilisierten Olympischen Ringen | Graues Symbol für Silbermedaillen mit stilisierten Olympischen Ringen | Braundes Symbol für Bronzemedaillen mit stilisierten Olympischen Ringen |
| ------------------------------------------------------------------- | --------------------------------------------------------------------- | ----------------------------------------------------------------------- |
| —                                                                   | —                                                                     | 3                                                                       |

Tunesien nahm an den Olympischen Spielen 2016 in Rio de Janeiro teil. Es war die insgesamt 14. Teilnahme an Olympischen Sommerspielen. Das Comité national olympique tunisien nominierte 61 Athleten für 18 Sportarten.
Fahnenträger bei der Eröffnungsfeier war der Schwimmer Oussama Mellouli. Bei der Schlussfeier repräsentierte der Taekwondoin Oussama Oueslati die Delegation.

## Medaillen

### Medaillenspiegel
| Medaillenspiegel Ägypten |           |                              |                           |                           |        |
| Platz                    | Sportart  | Goldmedaille – Olympiasieger | Silbermedaille – 2. Platz | Bronzemedaille – 3. Platz | Gesamt |
| 1                        | Fechten   | –                            | –                         | 1                         | 1      |
| 1                        | Taekwondo | –                            | –                         | 1                         | 1      |
| 1                        | Ringen    | –                            | –                         | 1                         | 1      |

#### Bronze
| Name             | Sportart  | Wettkampf                 |
| ---------------- | --------- | ------------------------- |
| Inès Boubakri    | Fechten   | Florett Einzel            |
| Oussama Oueslati | Taekwondo | Mittelgewicht (bis 80 kg) |
| Marwa Amri       | Ringen    | Freistil Klasse bis 58 kg |

## Teilnehmer nach Sportarten

### Beachvolleyball
| Athleten                           | Gruppenphase                                          | Gruppenphase                                            | Gruppenphase | Gruppenphase | Achtelfinale  | Achtelfinale  | Viertelfinale | Viertelfinale | Halbfinale    | Halbfinale    | Finale        | Finale        | Rang |
| Athleten                           | Gegner                                                | Ergebnis                                                | Punkte       | Rang         | Gegner        | Ergebnis      | Gegner        | Ergebnis      | Gegner        | Ergebnis      | Gegner        | Ergebnis      | Rang |
| ---------------------------------- | ----------------------------------------------------- | ------------------------------------------------------- | ------------ | ------------ | ------------- | ------------- | ------------- | ------------- | ------------- | ------------- | ------------- | ------------- | ---- |
| Männer                             |                                                       |                                                         |              |              |               |               |               |               |               |               |               |               |      |
| Choaib Belhaj Salah Mohamed Naceur | Dalhausser / Lucena Nicolai / Lupo Ontiveros / Virgen | 0:2 (7:21, 21:13) 0:2 (17:21, 13:21) 0:2 (10:21, 10:21) | 3            | 4            | ausgeschieden | ausgeschieden | ausgeschieden | ausgeschieden | ausgeschieden | ausgeschieden | ausgeschieden | ausgeschieden | 19   |

### Boxen
| Athleten        | Wettbewerb                    | 1. Runde           | 1. Runde | Achtelfinale   | Achtelfinale | Viertelfinale | Viertelfinale | Halbfinale    | Halbfinale    | Finale        | Finale        | Rang |
| Athleten        | Wettbewerb                    | Gegner             | Ergebnis | Gegner         | Ergebnis     | Gegner        | Ergebnis      | Gegner        | Ergebnis      | Gegner        | Ergebnis      | Rang |
| --------------- | ----------------------------- | ------------------ | -------- | -------------- | ------------ | ------------- | ------------- | ------------- | ------------- | ------------- | ------------- | ---- |
| Männer          |                               |                    |          |                |              |               |               |               |               |               |               |      |
| Bilel Mhamdi    | Bantamgewicht bis 56 kg       | Inkululeko Suntele | 3:0      | Alberto Melián | 0:3          | ausgeschieden | ausgeschieden | ausgeschieden | ausgeschieden | ausgeschieden | ausgeschieden | 9    |
| Hassen Chaktami | Superschwergewicht über 91 kg | Freilos            | Freilos  | Clemente Russo | 0:3          | ausgeschieden | ausgeschieden | ausgeschieden | ausgeschieden | ausgeschieden | ausgeschieden | 9    |

### Fechten
| Athleten              | Wettbewerb     | 1. Runde | 1. Runde | 2. Runde           | 2. Runde | Achtelfinale        | Achtelfinale  | Viertelfinale  | Viertelfinale | Halbfinale / Klassifikation | Halbfinale / Klassifikation | Finale / Platzierung | Finale / Platzierung | Rang          |
| Athleten              | Wettbewerb     | Gegner   | Ergebnis | Gegner             | Ergebnis | Gegner              | Ergebnis      | Gegner         | Ergebnis      | Gegner                      | Ergebnis                    | Gegner               | Ergebnis             | Rang          |
| --------------------- | -------------- | -------- | -------- | ------------------ | -------- | ------------------- | ------------- | -------------- | ------------- | --------------------------- | --------------------------- | -------------------- | -------------------- | ------------- |
| Frauen                |                |          |          |                    |          |                     |               |                |               |                             |                             |                      |                      |               |
| Sarra Besbes          | Degen Einzel   | Freilos  | Freilos  | Rayssa Costa       | 15:8     | Erika Kirpu         | 15:11         | Sun Yiwen      | 11:14         | ausgeschieden               | ausgeschieden               | ausgeschieden        | ausgeschieden        | ausgeschieden |
| Inès Boubakri         | Florett Einzel | Freilos  | Freilos  | Noura Mohamed      | 15:4     | Shiho Nishioka      | 15:10         | Eleanor Harvey | 15:13         | Elisa Di Francisca          | 12:9                        | Aida Schanajewa      | 15:11                | Bronze        |
| Azza Besbes           | Säbel Einzel   | Freilos  | Freilos  | Səbinə Mikina      | 15:12    | Małgorzata Kozaczuk | 15:12         | Manon Brunet   | 15:14         | ausgeschieden               | ausgeschieden               | ausgeschieden        | ausgeschieden        | ausgeschieden |
| Männer                |                |          |          |                    |          |                     |               |                |               |                             |                             |                      |                      |               |
| Mohamed Ayoub Ferjani | Florett Einzel | Freilos  | Freilos  | James-Andrew Davis | 7:15     | ausgeschieden       | ausgeschieden | ausgeschieden  | ausgeschieden | ausgeschieden               | ausgeschieden               | ausgeschieden        | ausgeschieden        | ausgeschieden |
| Farès Ferjani         | Säbel Einzel   | Freilos  | Freilos  | Aldo Montano       | 11:15    | ausgeschieden       | ausgeschieden | ausgeschieden  | ausgeschieden | ausgeschieden               | ausgeschieden               | ausgeschieden        | ausgeschieden        | ausgeschieden |

### Gewichtheben
| Athleten       | Wettbewerb        | Reißen  | Reißen | Stoßen  | Stoßen | Zweikampf | Zweikampf | Rang |
| Athleten       | Wettbewerb        | Gewicht | Rang   | Gewicht | Rang   | Gewicht   | Rang      | Rang |
| -------------- | ----------------- | ------- | ------ | ------- | ------ | --------- | --------- | ---- |
| Frauen         |                   |         |        |         |        |           |           |      |
| Yosra Dhieb    | Klasse über 75 kg | 111 kg  |        | 138 kg  |        | 249 kg    | 11        | 11   |
| Männer         |                   |         |        |         |        |           |           |      |
| Karem Ben Hnia | Klasse bis 69 kg  | 147 kg  |        | –       |        | –         | –         | –    |

### Handball
| Wettbewerb    | Männer |
| ------------- | --- |
| Athleten      | Marouène Maggaiez Makram Missaoui Oussema Boughanmi Khaled Haj Youssef Wael Jallouz Mohamed Jilani Maaref Mohamed Soussi Sobhi Saïed Marouan Chouiref Amine Bannour Aymen Hammed Oussama Hosni Aymen Toumi Issam Tej Mohamed Ali Bhar |
| Trainer       | Hafed Zouabi |
| Gruppenphase  | Frankreich 23:25 (11:16) Dänemark 23:31 (10:17) Katar 25:25 (12:11) Argentinien 21:23 (10:14) Kroatien 26:41 (10:25) |
| Viertelfinale | ausgeschieden |
| Halbfinale    | ausgeschieden |
| Finale        | ausgeschieden |
| Platzierung   | 12. Platz |

### Judo
| Athleten            | Wettbewerb  | 1. Runde  | 1. Runde    | 2. Runde      | 2. Runde      | Viertelfinale | Viertelfinale | Halbfinale / Trostrunde | Halbfinale / Trostrunde | Finale / Platz 3 | Finale / Platz 3 | Rang |
| Athleten            | Wettbewerb  | Gegner    | Ergebnis    | Gegner        | Ergebnis      | Gegner        | Ergebnis      | Gegner                  | Ergebnis                | Gegner           | Ergebnis         | Rang |
| ------------------- | ----------- | --------- | ----------- | ------------- | ------------- | ------------- | ------------- | ----------------------- | ----------------------- | ---------------- | ---------------- | ---- |
| Frauen              |             |           |             |               |               |               |               |                         |                         |                  |                  |      |
| Hela Ayari          | bis 52 kg   | Freilos   | Freilos     | E. Miranda    | 000s1:100s1   | ausgeschieden | ausgeschieden | ausgeschieden           | ausgeschieden           | ausgeschieden    | ausgeschieden    | 9    |
| Houda Miled         | bis 70 kg   | S. Conway | 000s0:100s0 | ausgeschieden | ausgeschieden | ausgeschieden | ausgeschieden | ausgeschieden           | ausgeschieden           | ausgeschieden    | ausgeschieden    | 17   |
| Nihel Cheikh Rouhou | über 78 kg  | Freilos   | Freilos     | L. Cerić      | 000s2:000s3   | E. Andeol     | 000s2:000s1   | K. Sayit                | 000s0:100s0             | ausgeschieden    | ausgeschieden    | 7    |
| Männer              |             |           |             |               |               |               |               |                         |                         |                  |                  |      |
| Faicel Jaballah     | über 100 kg | B. Bor    | 000s1:101s0 | ausgeschieden | ausgeschieden | ausgeschieden | ausgeschieden | ausgeschieden           | ausgeschieden           | ausgeschieden    | ausgeschieden    | 17   |

### Kanu

#### Kanurennsport
| Athleten        | Wettbewerb | Vorlauf     | Vorlauf | Halbfinale    | Halbfinale    | Finale               | Finale        | Rang          |
| Athleten        | Wettbewerb | Zeit        | Rang    | Zeit          | Rang          | Zeit                 | Rang          | Rang          |
| --------------- | ---------- | ----------- | ------- | ------------- | ------------- | -------------------- | ------------- | ------------- |
| Frauen          |            |             |         |               |               |                      |               |               |
| Afef Ben Ismail | K-1 500 m  | 2:08,17 min | 26      | ausgeschieden | ausgeschieden | ausgeschieden        | ausgeschieden | ausgeschieden |
| Männer          |            |             |         |               |               |                      |               |               |
| Mohamed Mrabet  | K-1 1000 m | 3:35,08 min | 16      | 3:43,14 min   | 8             | 3:45,12 min B-Finale | 8 B-Finale    | 16            |
| Khaled Houcine  | C-1 200 m  | 42,49 s     | 25      | ausgeschieden | ausgeschieden | ausgeschieden        | ausgeschieden | ausgeschieden |

### Leichtathletik
Laufen und Gehen 
| Athleten        | Wettbewerb       | Runde 1     | Runde 1 | Halbfinale    | Halbfinale    | Finale          | Finale          | Rang            |
| Athleten        | Wettbewerb       | Zeit        | Rang    | Zeit          | Rang          | Zeit            | Rang            | Rang            |
| --------------- | ---------------- | ----------- | ------- | ------------- | ------------- | --------------- | --------------- | --------------- |
| Frauen          |                  |             |         |               |               |                 |                 |                 |
| Habiba Ghribi   | 3000 m Hindernis | 9:18,17 min | 4       | -             | -             | 9:28,75 min     | 12              | 12              |
| Chahinez Nasri  | 20 km Gehen      | -           | -       | -             | -             | 1:42:57 min     | 60              | 60              |
| Männer          |                  |             |         |               |               |                 |                 |                 |
| Mohamed Sghaier | 400 m Hürden     | 50,09 s     | 36      | ausgeschieden | ausgeschieden | ausgeschieden   | ausgeschieden   | 36              |
| Amor Ben Yahia  | 3000 m Hindernis | 8:23,12 min | 4       | -             | -             | Disqualifiziert | Disqualifiziert | Disqualifiziert |
| Hassanine Sebei | 20 km Gehen      | -           | -       | -             | -             | 1:23:44 h       | 36              | 36              |
| Wissem Hosni    | Marathon         | -           | -       | -             | -             | nicht beendet   | nicht beendet   | nicht beendet   |
| Atef Saad       | Marathon         | -           | -       | -             | -             | 2:19,50 h       | 62              | 62              |

### Radsport

#### Straße
| Männer      |               |               |               |               |               |
| Ali Nouisri | Straßenrennen | nicht beendet | nicht beendet | nicht beendet | nicht beendet |

### Ringen
| Athleten         | Wettbewerb        | 1. Runde        | 1. Runde | Achtelfinale          | Achtelfinale  | Viertelfinale  | Viertelfinale  | Halbfinale     | Halbfinale     | Hoffnungsrunde Viertelfinale | Hoffnungsrunde Viertelfinale | Hoffnungsrunde Halbfinale | Hoffnungsrunde Halbfinale | Hoffnungsrunde Finale | Hoffnungsrunde Finale | Finale         | Finale         | Rang   |
| Athleten         | Wettbewerb        | Gegner          | Ergebnis | Gegner                | Ergebnis      | Gegner         | Ergebnis       | Gegner         | Ergebnis       | Gegner                       | Ergebnis                     | Gegner                    | Ergebnis                  | Gegner                | Ergebnis              | Gegner         | Ergebnis       | Rang   |
| ---------------- | ----------------- | --------------- | -------- | --------------------- | ------------- | -------------- | -------------- | -------------- | -------------- | ---------------------------- | ---------------------------- | ------------------------- | ------------------------- | --------------------- | --------------------- | -------------- | -------------- | ------ |
| Freistil Frauen  |                   |                 |          |                       |               |                |                |                |                |                              |                              |                           |                           |                       |                       |                |                |        |
| Marwa Amri       | Klasse bis 58 kg  | Freilos         | Freilos  | Kaori Ichō            | 0:4           | Hoffnungsrunde | Hoffnungsrunde | Hoffnungsrunde | Hoffnungsrunde | Freilos                      | Freilos                      | Elif Jale Yeşilırmak      | 3:1                       | Julija Ratkewitsch    | 3:1                   | Hoffnungsrunde | Hoffnungsrunde | Bronze |
| Hela Riabi       | Klasse bis 63 kg  | Freilos         | Freilos  | Anastasija Grigorjeva | 0:4           | ausgeschieden  | ausgeschieden  | ausgeschieden  | ausgeschieden  | ausgeschieden                | ausgeschieden                | ausgeschieden             | ausgeschieden             | ausgeschieden         | ausgeschieden         | ausgeschieden  | ausgeschieden  | 18     |
| Freistil Männer  |                   |                 |          |                       |               |                |                |                |                |                              |                              |                           |                           |                       |                       |                |                |        |
| Mohamed Saadaoui | Klasse bis 86 kg  | Alireza Karimi  | 0:3      | ausgeschieden         | ausgeschieden | ausgeschieden  | ausgeschieden  | ausgeschieden  | ausgeschieden  | ausgeschieden                | ausgeschieden                | ausgeschieden             | ausgeschieden             | ausgeschieden         | ausgeschieden         | ausgeschieden  | ausgeschieden  | 18     |
| Radhouane Chebbi | Klasse bis 125 kg | Diaaeldin Kamal | 0:4      | ausgeschieden         | ausgeschieden | ausgeschieden  | ausgeschieden  | ausgeschieden  | ausgeschieden  | ausgeschieden                | ausgeschieden                | ausgeschieden             | ausgeschieden             | ausgeschieden         | ausgeschieden         | ausgeschieden  | ausgeschieden  | 19     |

### Rudern
| Athleten                            | Wettbewerb                  | Vorlauf     | Vorlauf | Vorlauf       | Hoffnungslauf | Hoffnungslauf | Hoffnungslauf | Viertelfinale | Viertelfinale | Viertelfinale | Halbfinale  | Halbfinale | Halbfinale    | Finale      | Finale | Rang |
| Athleten                            | Wettbewerb                  | Zeit        | Platz   | Qualifikation | Zeit          | Platz         | Qualifikation | Zeit          | Platz         | Qualifikation | Zeit        | Platz      | Qualifikation | Zeit        | Platz  | Rang |
| ----------------------------------- | --------------------------- | ----------- | ------- | ------------- | ------------- | ------------- | ------------- | ------------- | ------------- | ------------- | ----------- | ---------- | ------------- | ----------- | ------ | ---- |
| Frauen                              |                             |             |         |               |               |               |               |               |               |               |             |            |               |             |        |      |
| Nour El-Houda Ettaieb Khadija Krimi | Leichtgewichts-Doppelzweier | 7:43,33 min | 5       | Hoffnungslauf | 8:33,49 min   | 6             | Halbfinale C  | –             | –             | –             | 8:29,45 min | 4          | D-Finale      | 7:56,26 min | 2      | 20   |
| Männer                              |                             |             |         |               |               |               |               |               |               |               |             |            |               |             |        |      |
| Mohamed Taieb                       | Einer                       | 7:37,95 min | 4       | Hoffnungslauf | 7:27,18 min   | 4             | Halbfinale E  | –             | –             | –             | 8:02,05 min | 2          | E-Finale      | 7:53,36 min | 3      | 27   |

### Schießen
| Athleten    | Wettbewerb            | Qualifikation   | Qualifikation | Finale          | Finale        | Ringe/ Scheiben | Rang          |
| Athleten    | Wettbewerb            | Ringe/ Scheiben | Rang          | Ringe/ Scheiben | Rang          | Ringe/ Scheiben | Rang          |
| ----------- | --------------------- | --------------- | ------------- | --------------- | ------------- | --------------- | ------------- |
| Frauen      |                       |                 |               |                 |               |                 |               |
| Olfa Charni | Luftpistole 10 Meter  | 384             | 9             | ausgeschieden   | ausgeschieden | 384             | 9             |
| Olfa Charni | Sportpistole 25 Meter | nicht beendet   | nicht beendet | nicht beendet   | nicht beendet | nicht beendet   | nicht beendet |

### Schwimmen
| Athleten         | Wettbewerb       | Vorlauf      | Vorlauf | Halbfinale    | Halbfinale    | Finale        | Finale        | Rang |
| Athleten         | Wettbewerb       | Zeit         | Rang    | Zeit          | Rang          | Zeit          | Rang          | Rang |
| ---------------- | ---------------- | ------------ | ------- | ------------- | ------------- | ------------- | ------------- | ---- |
| Männer           |                  |              |         |               |               |               |               |      |
| Ahmed Mathlouthi | 200 m Freistil   | 1:50,39 min  | 41      | ausgeschieden | ausgeschieden | ausgeschieden | ausgeschieden | 41   |
| Ahmed Mathlouthi | 200 m Lagen      | 2:04,95 min  | 27      | ausgeschieden | ausgeschieden | ausgeschieden | ausgeschieden | 27   |
| Ahmed Mathlouthi | 400 m Freistil   | 3:52,00 min  | 35      | ausgeschieden | ausgeschieden | ausgeschieden | ausgeschieden | 35   |
| Oussama Mellouli | 1500 m Freistil  | 15:07,78 min | 21      | -             | -             | ausgeschieden | ausgeschieden | 21   |
| Oussama Mellouli | 10 km Freiwasser | -            | -       | -             | -             | 1:53:06 h     | 12            | 12   |

### Segeln
Fleet Race
| Athleten                  | Wettbewerb   | Qualifikation | Qualifikation | Medal Race    | Medal Race    | Punkte | Rang |
| Athleten                  | Wettbewerb   | Punkte        | Rang          | Punkte        | Rang          | Punkte | Rang |
| ------------------------- | ------------ | ------------- | ------------- | ------------- | ------------- | ------ | ---- |
| Frauen                    |              |               |               |               |               |        |      |
| Ines Gmati                | Laser Radial | 235           | 30            | ausgeschieden | ausgeschieden | 125    | 30   |
| Männer                    |              |               |               |               |               |        |      |
| Youssef Akrout            | Laser        | 257           | 34            | ausgeschieden | ausgeschieden | 257    | 34   |
| Mixed                     |              |               |               |               |               |        |      |
| Rihab Hammami Hedi Gharbi | Nacra 17     | 211           | 20            | ausgeschieden | ausgeschieden | 211    | 20   |

### Taekwondo
| Athleten         | Wettbewerb        | Achtelfinale      | Achtelfinale | Viertelfinale | Viertelfinale | Hoffnungsrunde Halbfinale | Hoffnungsrunde Halbfinale | Halbfinale          | Halbfinale    | Hoffnungsrunde Finale | Hoffnungsrunde Finale | Finale         | Finale         | Rang   |
| Athleten         | Wettbewerb        | Gegner            | Ergebnis     | Gegner        | Ergebnis      | Gegner                    | Ergebnis                  | Gegner              | Ergebnis      | Gegner                | Ergebnis              | Gegner         | Ergebnis       | Rang   |
| ---------------- | ----------------- | ----------------- | ------------ | ------------- | ------------- | ------------------------- | ------------------------- | ------------------- | ------------- | --------------------- | --------------------- | -------------- | -------------- | ------ |
| Frauen           |                   |                   |              |               |               |                           |                           |                     |               |                       |                       |                |                |        |
| Rahma Ben Ali    | Klasse bis 67 kg  | Mayu Hamada       | 0:9          | ausgeschieden | ausgeschieden | ausgeschieden             | ausgeschieden             | ausgeschieden       | ausgeschieden | ausgeschieden         | ausgeschieden         | ausgeschieden  | ausgeschieden  | 11     |
| Männer           |                   |                   |              |               |               |                           |                           |                     |               |                       |                       |                |                |        |
| Oussama Oueslati | Klasse bis 80 kg  | Nikita Rafalovich | 11:8         | Liu Wei-ting  | 1:0           | –                         | –                         | Cheick Sallah Cissé | 6:7           | Steven Lopez          | 14:5                  | Hoffnungsrunde | Hoffnungsrunde | Bronze |
| Yassine Trabelsi | Klasse über 80 kg | Rafael Alba       | 4:13         | ausgeschieden | ausgeschieden | ausgeschieden             | ausgeschieden             | ausgeschieden       | ausgeschieden | ausgeschieden         | ausgeschieden         | ausgeschieden  | ausgeschieden  | 11     |

### Tennis
| Athleten     | Wettbewerb | 1. Runde           | 1. Runde       | 2. Runde      | 2. Runde      | Achtelfinale  | Achtelfinale  | Viertelfinale | Viertelfinale | Halbfinale    | Halbfinale    | Finale        | Finale        |               |
| Athleten     | Wettbewerb | Gegner             | Ergebnis       | Gegner        | Ergebnis      | Gegner        | Ergebnis      | Gegner        | Ergebnis      | Gegner        | Ergebnis      | Gegner        | Ergebnis      |               |
| ------------ | ---------- | ------------------ | -------------- | ------------- | ------------- | ------------- | ------------- | ------------- | ------------- | ------------- | ------------- | ------------- | ------------- | ------------- |
| Frauen       |            |                    |                |               |               |               |               |               |               |               |               |               |               |               |
| Ons Jabeur   | Einzel     | Darja Kassatkina   | 6:3, 6:74, 1:6 | ausgeschieden | ausgeschieden | ausgeschieden | ausgeschieden | ausgeschieden | ausgeschieden | ausgeschieden | ausgeschieden | ausgeschieden | ausgeschieden | ausgeschieden |
| Männer       |            |                    |                |               |               |               |               |               |               |               |               |               |               |               |
| Malek Jaziri | Einzel     | Jo-Wilfried Tsonga | 6:4, 5:7, 3:6  | ausgeschieden | ausgeschieden | ausgeschieden | ausgeschieden | ausgeschieden | ausgeschieden | ausgeschieden | ausgeschieden | ausgeschieden | ausgeschieden | ausgeschieden |

### Tischtennis
| Athleten     | Wettbewerb | 1. Runde     | 1. Runde | 2. Runde      | 2. Runde      | 3. Runde      | 3. Runde      | 4. Runde      | 4. Runde      | Viertelfinale | Viertelfinale | Halbfinale    | Halbfinale    | Finale        | Finale        | Rang |
| Athleten     | Wettbewerb | Gegner       | Ergebnis | Gegner        | Ergebnis      | Gegner        | Ergebnis      | Gegner        | Ergebnis      | Gegner        | Ergebnis      | Gegner        | Ergebnis      | Gegner        | Ergebnis      | Rang |
| ------------ | ---------- | ------------ | -------- | ------------- | ------------- | ------------- | ------------- | ------------- | ------------- | ------------- | ------------- | ------------- | ------------- | ------------- | ------------- | ---- |
| Frauen       |            |              |          |               |               |               |               |               |               |               |               |               |               |               |               |      |
| Safa Saidani | Einzel     | Dina Meshref | 0:4      | ausgeschieden | ausgeschieden | ausgeschieden | ausgeschieden | ausgeschieden | ausgeschieden | ausgeschieden | ausgeschieden | ausgeschieden | ausgeschieden | ausgeschieden | ausgeschieden |      |